# Jüdischer Friedhof (Autenhausen)

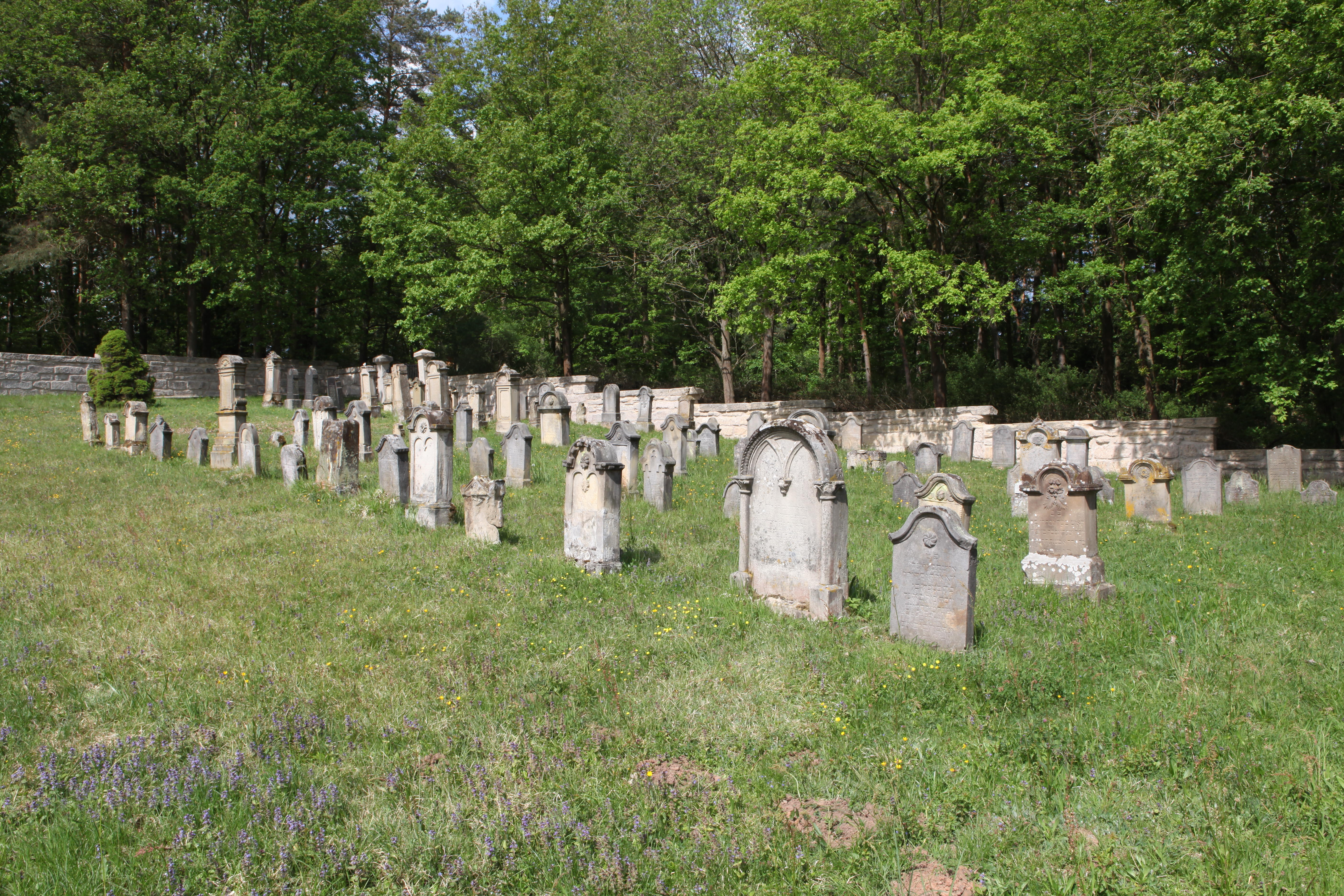
Der jüdische Friedhof in Autenhausen, Mai 2011

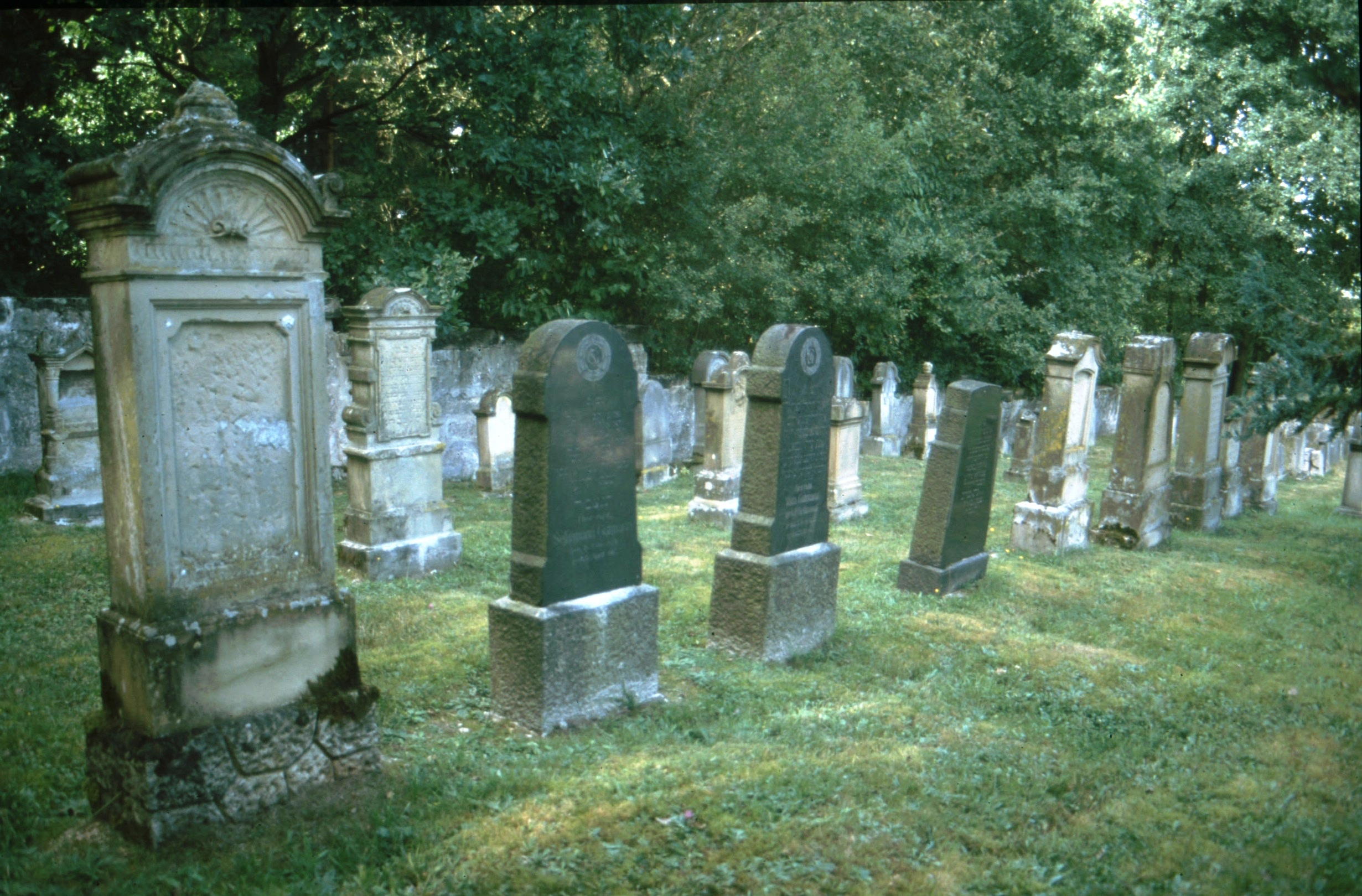
Der jüdische Friedhof in Autenhausen, Mai 2002

Der Jüdische Friedhof Autenhausen ist ein jüdischer Friedhof in Autenhausen, einem Ortsteil der Stadt Seßlach im oberfränkischen Landkreis Coburg.
Der Friedhof wurde 1839 auf einer Anhöhe 300 Meter südöstlich des Dorfes angelegt, nachdem zuvor der Jüdische Friedhof in Ebern genutzt wurde. Er diente anfangs auch der jüdischen Gemeinde im nahen Coburg als Begräbnisstätte. Im Jahr 1876 wurde der Friedhof erweitert und der bestehende Plankenzaun durch eine Umfassungsmauer ersetzt. Belegt wurde er bis in das Jahr 1920. Mina und Seligmann Gutmann waren die letzten, die beigesetzt wurden. Anfang der 1930er Jahre ließ der Eigentümer des Friedhofes, der Verband Bayerischer Israelitischer Gemeinden, die Grabsteine und Friedhofsmauer reparieren. Dabei wurde auch die Fläche um ein Drittel verkleinert.
In der Zeit des Nationalsozialismus wurde der Friedhof durch Mitglieder der Hitlerjugend geschändet. Der Bürgermeister Witzmann wollte ihn 1944 erwerben, was aber nicht mehr zustande kam. Im Jahr 1948 empfahl der Landrat des Landkreises Staffelstein, Karl-Friedrich Kölmel, den verwahrlosten Friedhof einzuebnen. Dies verhinderten der in die Vereinigten Staaten emigrierte Herbert Gutmann und der bayerische Staatskommissar Philipp Auerbach. Seit 1954 lässt der Landesverband der Israelitischen Kultusgemeinden in Bayern das Areal pflegen.
Die rechteckige Anlage mit fast 100 Gräbern, die mit dem Blick nach Südosten Richtung Jerusalem ausgerichtet sind, wird von einer Umfassungsmauer begrenzt und steht unter Denkmalschutz.